# Huberodendron swietenioides
Huberodendron swietenioides ist ein Baum in der Familie der Wollbaumgewächse aus Bolivien, Peru, dem mittleren bis nördlichen Brasilien, Kolumbien und Französisch-Guayana.

## Beschreibung
Huberodendron swietenioides wächst als meist immergrüner Baum bis über 60 Meter hoch. Der Stammdurchmesser erreicht über 1 Meter. Es werden riesige Brettwurzeln ausgebildet, sie sind bis zu 10 Meter hoch und mehrere Meter breit. Die braune bis gräuliche Borke ist relativ glatt, leicht rau.
Die wechselständigen, gefiederten und gestielten Laubblätter sind „unifoliolate“, also mit nur einem Blättchen. Der bis etwa 8 Zentimeter lange Blattstiel ist oben mit einem „Gelenk“ unterteilt. Die kurz gestielten, bis 10–16 Zentimeter langen, leicht ledrigen Blättchen sind ganzrandig, bespitzt oder abgerundet bis stumpf und eiförmig bis verkehrt-eiförmig oder rundlich. Der Blattrand ist knapp umgebogen, die gefiederte Nervatur ist oberseits eingeprägt.
Die endständigen und rispigen Blütenstände mit einseitwendig-schraubeligen Trauben sind rostig behaart. Die duftenden, zwittrigen, weißen und fünfzähligen Blüten mit doppelter Blütenhülle sind gestielt. Der dicke Blütenstiel ist bis 1 Zentimeter lang. Der innen fein und außen rostig behaarte, becherförmige Kelch ist 3–5-zähnig und bis 1 Zentimeter lang. Die 5 dachigen, stumpfen Kronblätter sind oberseits ausladend, fein behaart und bis 2 Zentimeter lang. Die 10 Staubblätter sind in einem Synandrium, mit oberseits einseitig geschlitzter, fein behaarte Röhre, verwachsen, mit fünflappiger Spitze, mit fünf sitzenden, ineinander verdrehten Antheren pro Lappen. Der fünfkammerige, dicht rötlich behaarte Fruchtknoten ist oberständig mit einem kahlen Griffel der unter den Antheren endet.
Es werden bis zu 20 Zentimeter lange und 7 Zentimeter breite, spindelförmige bis ellipsoide, kahle, holzige, fünfklappige Kapselfrüchte gebildet. Die 13–15 braunen Samen sind einseitig lang geflügelt, der Flügel ist bis 6 Zentimeter lang.

## Verwendung
Das mittelschwere Holz wird genutzt. Es ist bekannt als Querré oder Carrá. Ähnliche sind die Hölzer von Huberodendron patinoi, Huberodendron ingens.